# Loška Gora, Radeče
Loška Gora este o localitate din comuna Radeče, Slovenia, cu o populație de 5 locuitori.